# Колдвейв
Колдвейв (англ. cold wave, с англ. — «холодная волна») — направление в электронной музыке, ответвление от постпанка и новой волны, очень близкое к синт-попу, возникшее во Франции и Бельгии в конце 1970-х — начале 1980-х. Основополагающее влияние на жанр оказала бельгийская синти-поп группа Telex, а также появление новых моделей синтезаторов и драм-машин: Oberheim, LinnDrum, Sequential Cirquits и т. д.
Стиль характеризуется своеобразным «холодным» звучанием, монотонными мелодиями в музыке, экзистенциальными текстами, преимущественно на французском языке. Часть групп жанра пела также на английском.
В 1983 году, благодаря выходу популярной записи бельгийской группы Pas de Deux «Rendez-vous», coldwave стал известен широкому кругу слушателей. В то же время он претерпел значительные изменения в плане музыки — стал более «слушабельным», сказались влияния других стилей, таких как евробит и диско. Появлялось множество групп, схожих с Pas De Deux по стилю — Desireless, Federico and the Marrakech Orchestra и т. д. Таким образом, благодаря этим группам coldwave попал в ротацию на радио- и телепрограммы.
К концу 1990-х жанр практически прекратил своё существование в чистом виде, оказав при этом влияние на звучание современных, по большей части электронных групп. Некоторые коллективы колдвейва осуществляют деятельность и по сей день: популярная молодёжная группа из Франции Trisomie 21 готовится к выпуску тви-поп, шугейз альбома-трибьюта. Типичные представители жанра, такие, как Opera Multi Steel и Martin Dupont, существуют до сих пор, периодически выпуская новые релизы.

## Наиболее известные исполнители Cold Wave
- Asylum Party[англ.]
- Baroque Bordello
- Black Marble
- Clair Obscur
- Complot Bronswick
- Die Form
- Die Selektion
- End Of Data
- Exces Nocturne
- Federico and the Marrakech Orchestra
- Isolation Ward
- KaS Product
- Leitmotiv
- Lio
- Lizzy Mercier Descloux
- Marquis de Sade
- Martin Dupont
- Norma Loy
- O. Children
- Opera Multi Steel
- Pas de Deux
- Taxi Girl
- Telex
- Thérèse Racket
- Trisomie 21